# Phillips (constructeur)
Pour les articles homonymes, voir Phillips.
Phillips était un constructeur américain de monoplaces, ayant participé à neuf reprises aux 500 miles d'Indianapolis, entre 1954 et 1962. Le meilleur résultat obtenu dans cette course fut la troisième place de Don Freeland lors de l'édition de 1956.